# Aborto en los Emiratos Árabes Unidos
El aborto en los Emiratos Árabes Unidos (EAU) sólo es legal en cinco casos: si el embarazo es resultado de una violación; si el embarazo es resultado de incesto; a petición de la pareja después de la aprobación de un comité regulador; si la continuación del embarazo pone en peligro la vida de la mujer; si el feto tiene un trastorno congénito grave.
Además, el aborto debe realizarse dentro de los primeros 120 días de embarazo. El comité regulador deberá estar integrado por: un médico especialista en obstetricia y ginecología, un médico especialista en psiquiatría y un representante del Ministerio Público según el Ministerio de Salud y Prevención. Las mujeres embarazadas no ciudadanas deben tener un permiso de residencia válido en los EAU por un mínimo de un año. Antes de 2024, los Emiratos Árabes Unidos no permitían el aborto en casos de violación o incesto. El cambio legislativo tenía como objetivo reducir los abortos ilegales e inseguros. Desde el cambio, las leyes sobre el aborto en el país han sido descritas como menos restrictivas que las de algunos estados estadounidenses que no permiten el aborto en casos de violación o incesto, tras la revocación del caso Roe contra Wade.

## Legalidad
La ley del aborto en el país se basa en la ley Sharia (ley islámica) y fue calificada de restrictiva en 2007. Debido a la ausencia de un marco legal en ese momento que detallara los casos en los que se permitían los abortos, muy pocos abortos se llevaron a cabo legalmente. Tras la promulgación de la Ley de Responsabilidad Médica firmada por el jeque Jalifa bin Zayed Al Nahayan, que aclara las circunstancias en las que se permiten los abortos, el número comenzó a aumentar, con un promedio de unos 25 abortos por año en el Hospital Corniche de Abu Dhabi entre 2013 y 2015.
Desde entonces, se han logrado avances sustanciales en la ampliación de las condiciones en las que se permiten los abortos. A partir de 2019, los Emiratos Árabes Unidos son uno de los tres países de Medio Oriente y el norte de África que han ampliado las circunstancias en las que se permite el aborto. Además, las leyes sobre el aborto en el país han sido descritas como menos restrictivas que las de algunos estados estadounidenses tras la revocación del caso Roe contra Wade. El Código Penal Federal de los Emiratos Árabes Unidos N.º 3 de 1987 regula las disposiciones sobre el aborto en el ámbito de la «violación de la vida humana y la integridad corporal». : 6 El aborto se define como cualquier acto que pueda provocar la muerte de un feto o su salida del útero antes de la fecha natural del nacimiento. Según el artículo 40 del Código Penal de los EAU, quien aborte intencionalmente puede enfrentarse a una pena de prisión. La ley no castiga el delito de aborto a menos que sea intencional, por lo que el delito no lo comete quien accidentalmente provoca un aborto a una mujer embarazada, incluso por grave error. El Código Penal no aborda la penalización del aborto inducido con resultado de muerte; : 18–19 Pero el artículo 87 del Código Penal establece que si se cometen varios delitos, se deberá considerar el delito con la pena más severa. : 19 En un caso de 2021 en el que un hombre golpeó a su esposa embarazada, lo que provocó la posibilidad de perder el feto, el hombre fue declarado culpable de agresión y se le ordenó pagar 15 000 AED. Tales incidentes han llevado a cuestionar la posibilidad de que existan lagunas jurídicas. : 20–21 Ayudar a un aborto ilegal es un delito penal punible con hasta siete años de prisión.
Aunque actualmente los abortos sólo están permitidos si el embarazo dura menos de 120 días, muchos profesionales médicos del país han abogado por un cambio en la ley para permitir abortos más allá de este período, citando la incapacidad de detectar ciertas deformidades antes de los 120 días.

## Historia
Los embarazos no deseados han llevado a las mujeres en los Emiratos Árabes Unidos a recurrir a abortos ilegales o al abandono de bebés. Un informe de 2011 de Gulf News concluyó que la ilegalidad y la inaccesibilidad del aborto llevaron a las mujeres a comprar medicamentos baratos para las úlceras con el fin de poner fin a embarazos no deseados. En una entrevista con una expatriada filipina que vendía dichas píldoras, ella afirmó que la demanda de las tabletas había crecido debido al cambio de los valores sociales y morales, mientras que las leyes no lo habían hecho. El informe concluyó que dichas pastillas no garantizaban un aborto inducido, pues fallaban en el 15-20% de los casos, y podían causar la muerte por sangrado o infección en casos raros. La demanda de dichas píldoras se atribuyó al artículo 356 del Código Penal de los EAU, que prevé penas de prisión y posterior deportación para las madres de niños nacidos fuera del matrimonio. Las píldoras abortivas que se venden en el mercado negro pueden costar hasta 5000 AED, mientras que el precio de dichas píldoras en la mayoría de los países europeos es de sólo 160 AED. Se han producido varios casos de detenciones relacionadas con abortos ilegales.
En octubre de 2023, un cambio legislativo permitió a las mujeres someterse a abortos sin el consentimiento de su cónyuge y permitió que las clínicas privadas autorizadas realizaran el procedimiento. En junio de 2024, se anunció que las circunstancias en las que se podía obtener un aborto se habían ampliado para incluir la violación y el incesto.